# August Kop
August Johannes Kop (* 5. Mai 1904 in Purmerend; † 30. April 1945 in Pekanbaru, Niederländisch-Indien) war ein niederländischer Hockeyspieler, der bei den Olympischen Spielen 1928 die Silbermedaille erhielt.

## Karriere
August Kop war ein Flügelstürmer, der für einen Vorgängerverein des heutigen HC Bloemendaal spielte. Von 1926 bis 1929 bestritt er zwölf Länderspiele für die niederländische Nationalmannschaft.
Beim olympischen Turnier 1928 war Kop Linksaußen der niederländischen Mannschaft. Die indische Mannschaft gewann die eine Vorrundengruppe vor den Belgiern, in der anderen Vorrundengruppe platzierten sich die Niederländer vor der deutschen Mannschaft. Im Finale trafen die beiden Gruppenersten aufeinander und die indische Mannschaft gewann mit 3:0.
August Kop starb gegen Ende des Zweiten Weltkriegs als Zwangsarbeiter beim Eisenbahnbau auf Sumatra.